# Tektonika solna
Tektonika solna – termin z zakresu nauk geologicznych, opisujący zespół zjawisk i form tektonicznych związanych z występowaniem skał solnych. Są one charakterystyczne, gdyż sól cechuje się wysoką plastycznością i mniejszą gęstością niż większość skał. Najbardziej typowym jej przejawem jest wyciskanie soli ku górze, co prowadzi do przebicia jej przez nadległe warstwy skalne.
Na tektonikę solną (salinarną) składa się:
- halotektonika – ruchy soli pod wpływem nacisków tektonicznych
- halokineza – ruchy soli pod wpływem ciężaru skał nadległych

Ponieważ trudno jest rozdzielić te procesy, najczęściej łączy się je pod nazwą tektoniki solnej.
Typowe struktury będące przejawem tektoniki solnej:
- poduszki solne
- wały solne
- wysady solne
  - słupy solne
  - grzebienie solne

Zdolność do wciskania się w skały nadkładu i przebijania ich charakteryzuje nie tylko sole, lecz również niektóre inne skały o wysokiej plastyczności np. iły. Procesom takim nadano ogólną nazwę diapiryzmu.
W Polsce rozpoznano około 20 wysadów solnych. Związane są z antyklinorium środkowopolskim, a znajdują się głównie na Kujawach (wał kujawski i wał kutnowski). W osadach mezozoicznych Polski środkowej i południowo-zachodniej stwierdzono szereg płaskich antyklin z nie przebijającymi nadkładu strukturami solnymi.
W pobliżu wysadów solnych często dochodzi do gromadzenia ropy naftowej i gazu ziemnego, jednak rzadko kiedy powstają w ten sposób duże złoża.